# Liga Americana de Controle de Natalidade
A Liga Americana de Controle de Natalidade foi fundada por Margaret Sanger em 1921 na Primeira Conferência Americana de Controle da Natalidade, realizada na cidade de Nova Iorque. A organização promoveu a fundação de clínicas de controle de natalidade e encorajou as mulheres a controlar sua própria fertilidade. Em 1942, a liga tornou-se a Federação de Paternidade Planejada dos Estados Unidos.